# 페로어
페로어(페로어: føroyskt)는 덴마크령 페로 제도에서 쓰이는 언어로서, 서(섬)노르드어에 속한다. 바이킹 시대 스칸디나비아에서 사용되던 고대 노르웨이어에서 유래되었으며, 아이슬란드어와의 연관성이 깊다. 문법면에서는 아이슬란드어와 상당히 유사하나 음운 구조면에서는 아이슬란드어와 차이를 보인다.

## 음운

### 닿소리
|                |        | 입술소리 | 치경음 | 후치경음/ 경구개음 | 연구개음 | 성문음 |
| -------------- | ------ | -------- | ------ | ------------------ | -------- | ------ |
| 비음           | 유성음 | m        | n      | ɲ                  | ŋ        |        |
| 비음           | 무성음 | m̥        | n̥      | ɲ̊                  | ŋ̊        |        |
| 파열음/ 파찰음 | 무기음 | p        | t      | tʃ                 | k        |        |
| 파열음/ 파찰음 | 유기음 | pʰ       | tʰ     | tʃʰ                | kʰ       |        |
| 마찰음         | 무성음 | f        | s      | ʃ                  |          | h      |
| 마찰음         | 설측음 |          | ɬ      |                    |          |        |
| 마찰음         | 유성음 | v        |        |                    |          |        |
| 유음           | 설측음 |          | l      |                    |          |        |
| 유음           | 중설음 |          | ɹ      |                    |          |        |
| 반모음         | 반모음 |          |        | j                  | w        |        |

### 홀소리
|        | 전설  | 전설  | 중설  | 후설  |
| ------ | ----- | ----- | ----- | ----- |
| 고모음 | ɪ, iː | ʏ, yː |       | ʊ, uː |
| 중모음 | ɛ, eː | œ, øː |       | ɔ, oː |
| 저모음 |       |       | a, aː |       |

## 문법
아이슬란드어처럼 4개의 격(case)이 존재하는 굴절어적 특징이 강한 언어이다.

## 어휘
페로어 자체적으로 조어한 단어가 많으나 아이슬란드어에 비해 라틴어나 그리스어에서 받아들인 단어들이 많다.

## 같이 보기
- 게일어군
- 고대 노르웨이어